# Hipismo nos Jogos Paralímpicos de Verão de 2012 - Concurso individual
A competição de hipismo na modalidade individual foram disputadas entre os dias 1 de setembro e 2 de setembro em Greenwich Park, em Londres. Os atletas participantes foram divididos em 5 classes, de acordo com a deficiência.

## Medalhistas

### Classe Ia
| Ouro   | GBR Sophie Christiansen |
| Prata  | IRL Helen Kearney       |
| Bronze | SIN Laurentia Tan       |

### Classe Ib
| Ouro   | AUS Joann Formosa |
| Prata  | GBR Lee Pearson   |
| Bronze | AUT Pepo Puch     |

### Classe II
| Ouro   | GBR Natasha Baker    |
| Prata  | GER Britta Näpel     |
| Bronze | GER Angelika Trabert |

### Classe III
| Ouro   | GER Hannelore Brenner |
| Prata  | GBR Deborah Criddle   |
| Bronze | DEN Annika Dalskov    |

### Classe IV
| Ouro   | BEL Michèle George |
| Prata  | GBR Sophie Wells   |
| Bronze | NED Frank Hosmar   |

## Resultados

### Ia
| Pos.   | Atleta                            | Cavalo             | Pontuação parcial (Pos.) | Pontuação parcial (Pos.) | Pontuação parcial (Pos.) | Pontuação parcial (Pos.) | Pontuação parcial (Pos.) | Pontuação final |
| Pos.   | Atleta                            | Cavalo             | E                        | H                        | C                        | M                        | B                        | Pontuação final |
| ------ | --------------------------------- | ------------------ | ------------------------ | ------------------------ | ------------------------ | ------------------------ | ------------------------ | --------------- |
| Ouro   | GBR Sophie Christiansen           | Janeiro 6          | 81.000 (1)               | 79.500 (2)               | 79.000 (1)               | 91.750 (1)               | 82.500 (1)               | 82.750          |
| Prata  | IRL Helen Kearney                 | Mister Cool        | 77.750 (3)               | 81.500 (1)               | 76.000 (2)               | 75.250 (2)               | 73.000 (2)               | 76.700          |
| Bronze | SIN Laurentia Tan                 | Ruben James 2      | 78.750 (2)               | 76.000 (3)               | 70.500 (4)               | 75.250 (2)               | 67.750 (10)              | 73.650          |
| 4      | LAT Rihards Snikus                | Chardonnay         | 66.500 (10)              | 74.750 (4)               | 69.750 (5)               | 71.500 (4)               | 69.500 (5)               | 70.400          |
| 5      | DEN Liselotte Rosenhart           | Priors Lady Rawage | 70.250 (5)               | 69.000 (8)               | 72.000 (3)               | 69.750 (9)               | 69.000 (6)               | 70.000          |
| 6      | USA Donna Ponessa                 | Western Rose       | 71.750 (4)               | 69.250 (6)               | 68.000 (9)               | 70.500 (6)               | 66.500 (12)              | 69.200          |
| 7      | IRL Geraldine Savage              | Blues Tip Top Too  | 67.500 (7)               | 69.000 (8)               | 68.500 (8)               | 70.500 (6)               | 68.500 (7)               | 68.800          |
| 8      | ITA Sara Morganti                 | Royal Delight      | 67.750 (6)               | 70.500 (5)               | 69.500 (6)               | 67.500 (13)              | 68.000 (8)               | 68.650          |
| 9      | SWE Anita Johnsson                | Donar              | 64.750 (12)              | 68.250 (11)              | 68.750 (7)               | 68.750 (10)              | 69.750 (4)               | 68.050          |
| 10     | BRA Sergio Froes Ribeiro de Oliva | Emily              | 67.250 (8)               | 68.750 (10)              | 66.750 (10)              | 68.750 (10)              | 67.000 (11)              | 67.700          |
| 11     | CAN Jody Schloss                  | Inspector Rebus    | 67.250 (8)               | 63.000 (13)              | 66.250 (11)              | 70.750 (5)               | 71.250 (3)               | 67.700          |
| 12     | AUS Rob Oakley                    | Statford Mantovani | 65.750 (11)              | 69.250 (6)               | 66.000 (12)              | 70.250 (8)               | 65.250 (13)              | 67.300          |
| 13     | SIN Gemma Rose Jen Foo            | Avalon             | 62.500 (14)              | 63.000 (13)              | 63.750 (13)              | 68.000 (12)              | 68.000 (8)               | 65.050          |
| 14     | HKG Pui Ting Natasha Tse          | Undulette          | 63.500 (13)              | 66.250 (12)              | 62.250 (14)              | 63.500 (14)              | 64.500 (14)              | 64.000          |

### Ib
| Pos.   | Atleta                           | Cavalo              | Pontuação parcial (Pos.) | Pontuação parcial (Pos.) | Pontuação parcial (Pos.) | Pontuação parcial (Pos.) | Pontuação parcial (Pos.) | Pontuação final |
| Pos.   | Atleta                           | Cavalo              | E                        | H                        | C                        | M                        | B                        | Pontuação final |
| ------ | -------------------------------- | ------------------- | ------------------------ | ------------------------ | ------------------------ | ------------------------ | ------------------------ | --------------- |
| Ouro   | AUS Joann Formosa                | Worldwide PB        | 74.130 (2)               | 76.957 (1)               | 78.913 (1)               | 72.609 (2)               | 76.522 (2)               | 75.826          |
| Prata  | GBR Lee Pearson                  | Gentleman           | 77.826 (1)               | 74.348 (2)               | 77.174 (2)               | 72.391 (3)               | 75.217 (3)               | 75.391          |
| Bronze | AUT Pepo Puch                    | Fine Feeling        | 73.913 (3)               | 74.348 (2)               | 75.435 (3)               | 73.478 (1)               | 78.043 (1)               | 75.043          |
| 4      | USA Jonathan Wentz               | Richter Scale       | 66.957 (9)               | 66.087 (8)               | 73.696 (4)               | 72.174 (4)               | 72.826 (4)               | 70.348          |
| 5      | FIN Katja Karjalainen            | Rosie               | 69.565 (5)               | 68.913 (6)               | 67.609 (7)               | 71.087 (5)               | 71.522 (6)               | 69.739          |
| 6      | CAN Ashley Gowanlock             | Maile               | 69.783 (4)               | 69.783 (5)               | 68.261 (6)               | 68.261 (7)               | 70.435 (7)               | 69.304          |
| 7      | NOR Jens Lasse Dokkan            | Leopold             | 67.391 (6)               | 68.913 (6)               | 69.130 (5)               | 67.609 (9)               | 71.957 (5)               | 69.000          |
| 8      | FRA Valerie Salles               | Menzana d'Hulm      | 66.304 (10)              | 70.217 (4)               | 67.391 (8)               | 67.826 (8)               | 68.696 (8)               | 68.087          |
| 9      | POR Sara Duarte                  | Neapolitano Morella | 67.391 (6)               | 63.478 (10)              | 67.174 (9)               | 70.217 (6)               | 63.043 (12)              | 66.261          |
| 10     | FIN Jaana Kivimaki               | Grivis              | 65.870 (11)              | 65.000 (9)               | 65.652 (11)              | 66.304 (12)              | 66.957 (9)               | 65.957          |
| 11     | BRA Davi Salazar Pessoa Mesquita | Dauerbrenner        | 67.174 (8)               | 61.957 (13)              | 65.217 (12)              | 67.391 (10)              | 64.565 (10)              | 65.261          |
| 12     | JPN Nobumasa Asakawa             | Rosado              | 61.957 (12)              | 63.261 (11)              | 63.478 (14)              | 61.304 (14)              | 64.130 (11)              | 62.826          |
| 13     | RSA Marion Milne                 | Shadow              | 59.130 (15)              | 62.174 (12)              | 65.217 (12)              | 64.565 (13)              | 63.043 (12)              | 62.826          |
| 14     | BRA Marcos Fernandes Alves       | Luthenay de Vernay  | 61.087 (13)              | 58.043 (15)              | 65.870 (10)              | 66.957 (11)              | 61.087 (14)              | 62.609          |
| 15     | SIN Maximillian Tan              | Avalon              | 61.087 (13)              | 59.348 (14)              | 58.478 (15)              | 59.348 (15)              | 58.261 (15)              | 59.304          |

### II
| Pos.   | Atleta                              | Cavalo                | Pontuação parcial (Pos.) | Pontuação parcial (Pos.) | Pontuação parcial (Pos.) | Pontuação parcial (Pos.) | Pontuação parcial (Pos.) | Pontuação final |
| Pos.   | Atleta                              | Cavalo                | E                        | H                        | C                        | M                        | B                        | Pontuação final |
| ------ | ----------------------------------- | --------------------- | ------------------------ | ------------------------ | ------------------------ | ------------------------ | ------------------------ | --------------- |
| Ouro   | GBR Natasha Baker                   | Cabral                | 76.429 (1)               | 75.000 (3)               | 76.667 (4)               | 75.952 (2)               | 80.238 (1)               | 76.857          |
| Prata  | GER Britta Napel                    | Aquilina 3            | 72.619 (5)               | 72.857 (4)               | 78.571 (1)               | 77.619 (1)               | 78.571 (3)               | 76.048          |
| Bronze | GER Angelika Trabert                | Ariva-Avanti          | 71.429 (7)               | 79.286 (1)               | 74.286 (6)               | 75.714 (3)               | 79.286 (2)               | 76.000          |
| 4      | NED Petra van de Sande              | Valencia Z            | 75.524 (2)               | 76.190 (2)               | 75.592 (5)               | 67.143 (9)               | 78.571 (3)               | 74.476          |
| 5      | IRL Eilish Byrne                    | Youri                 | 74.524 (2)               | 70.952 (7)               | 78.333 (2)               | 70.714 (7)               | 72.619 (6)               | 73.429          |
| 6      | CAN Lauren Barwick                  | Off To Paris          | 71.429 (7)               | 68.810 (10)              | 76.905 (6)               | 67.857 (7)               | 74.286 (5)               | 71.857          |
| 7      | NED Gert Bolmer                     | Vorman                | 72.857 (4)               | 71.190 (6)               | 68.810 (17)              | 67.857 (7)               | 70.000 (8)               | 70.143          |
| 8      | BEL Barbara Minneci                 | Barilla               | 69.286 (13)              | 70.476 (8)               | 70.238 (13)              | 68.333 (6)               | 72.143 (7)               | 70.095          |
| 9      | ITA Silvia Veratti                  | Zadok                 | 68.333 (15)              | 71.905 (5)               | 73.333 (7)               | 68.571 (5)               | 67.381 (9)               | 69.905          |
| 10     | DEN Caroline Nielsen                | Leon                  | 70.238 (12)              | 68.048 (9)               | 72.857 (9)               | 66.190 (10)              | 66.905 (12)              | 69.048          |
| 11     | USA Rebecca Hart                    | Lord Ludger           | 70.476 (11)              | 66.190 (13)              | 73.333 (7)               | 66.190 (10)              | 65.238 (13)              | 68.286          |
| 12     | MEX Erika Corinne Baitenmann Haakh  | Casablanca            | 70.714 (10)              | 67.143 (11)              | 69.048 (15)              | 66.190 (10)              | 67.381 (9)               | 68.095          |
| 13     | ITA Francesca Salvade               | Come On               | 68.571 (14)              | 65.000 (15)              | 71.190 (11)              | 64.762 (15)              | 67.381 (9)               | 67.381          |
| 14     | BRA Elisa Melaranci                 | Zabelle               | 71.190 (9)               | 67.143 (11)              | 69.762 (14)              | 61.429 (18)              | 65.238 (13)              | 66.952          |
| 15     | RSA Wendy Moller                    | First Lady Van Prins  | 64.524 (19)              | 63.810 (16)              | 71.667 (10)              | 65.000 (14)              | 65.000 (15)              | 66.000          |
| 16     | AUT Thomas Haller                   | Hallers Dessino       | 66.190 (17)              | 62.381 (18)              | 71.190 (11)              | 63.333 (16)              | 62.619 (17)              | 65.143          |
| 17     | USA Dale Dedrick                    | Bonifatius            | 72.143 (6)               | 66.190 (13)              | 60.238 (20)              | 63.333 (16)              | 61.190 (18)              | 64.619          |
| 18     | RSA Anthony Dawson                  | Roffelaar             | 66.429 (16)              | 63.095 (17)              | 69.048 (15)              | 65.476 (13)              | 58.810 (21)              | 64.571          |
| 19     | NZL Anthea Gunner                   | Huntingdale Incognito | 65.714 (18)              | 62.381 (18)              | 64.524 (19)              | 61.190 (19)              | 65.000 (15)              | 63.762          |
| 20     | MEX Maria Fernanda Otheguy Gonzalez | Welton Adonis         | 61.429 (20)              | 62.381 (18)              | 65.238 (18)              | 59.048 (20)              | 60.238 (20)              | 61.667          |
| 21     | MEX Fernando Figueroa Romero        | Uwannabemine          | 58.810 (21)              | 57.857 (21)              | 59.286 (21)              | 56.905 (21)              | 61.190 (18)              |                 |
| –      | AUS Grace Bowman                    | Kirby Park Joy        | Eliminada                | Eliminada                | Eliminada                | Eliminada                | Eliminada                | Eliminada       |
| –      | ITA Antonella Cecilia               | Corlord               | Eliminada                | Eliminada                | Eliminada                | Eliminada                | Eliminada                | Eliminada       |

### III
| Pos.   | Atleta                          | Cavalo                  | Pontuação parcial (Pos.) | Pontuação parcial (Pos.) | Pontuação parcial (Pos.) | Pontuação parcial (Pos.) | Pontuação parcial (Pos.) | Pontuação final |
| Pos.   | Atleta                          | Cavalo                  | E                        | H                        | C                        | M                        | B                        | Pontuação final |
| ------ | ------------------------------- | ----------------------- | ------------------------ | ------------------------ | ------------------------ | ------------------------ | ------------------------ | --------------- |
| Ouro   | GER Hannelore Brenner           | Women of the World      | 70.167 (4)               | 75.000 (1)               | 76.167 (1)               | 74.833 (1)               | 71.167 (1)               | 73.467          |
| Prata  | GBR Deborah Criddle             | LJT Akilles             | 72.833 (3)               | 71.333 (2)               | 70.167 (5)               | 72.500 (2)               | 69.500 (2)               | 71.267          |
| Bronze | DEN Annika Dalskov              | Aros A Fenris           | 76.333 (1)               | 70.667 (3)               | 70.167 (5)               | 71.500 (3)               | 67.500 (5)               | 71.233          |
| 4      | DEN Susanne Sunesen             | Thy's Que Faire         | 73.833 (2)               | 67.500 (7)               | 74.667 (2)               | 65.000 (8)               | 67.500 (5)               | 69.700          |
| 5      | NED Sanne Voets                 | Vedet PB                | 69.333 (5)               | 70.000 (4)               | 70.833 (3)               | 68.333 (4)               | 65.333 (8)               | 68.767          |
| 6      | FRA Jose Letartre               | Warina                  | 64.833 (10)              | 68.167 (5)               | 70.667 (4)               | 67.000 (6)               | 68.333 (3)               | 67.800          |
| 7      | FRA Vladimir Vinchon            | Flipper d'Or            | 66.833 (7)               | 68.167 (5)               | 70.667 (4)               | 67.000 (6)               | 68.333 (3)               | 67.433          |
| 8      | GER Steffen Zeibig              | Waldemar                | 67.500 (9)               | 63.500 (9)               | 69.000 (8)               | 64.833 (9)               | 68.833 (3)               | 66.233          |
| 9      | NZL Rachel Stock                | Rimini Park Emmerich    | 66.500 (8)               | 66.000 (8)               | 65.333 (10)              | 66.000 (7)               | 64.833 (9)               | 65.733          |
| 10     | ISR Yonatan Dresler             | Ubelisk                 | 67.677 (6)               | 63.167 (10)              | 68.000 (9)               | 63.333 (10)              | 64.500 (10)              | 65.333          |
| 11     | ARG Patricio Guglialmelli Lynch | Nirvana Pure Indulgence | 59.667 (11)              | 57.333 (11)              | 60.000 (11)              | 62.667 (11)              | 61.333 (11)              | 60.200          |
| –      | NOR Anne Cecilie Ore            | Ballantine              | Desistiu                 | Desistiu                 | Desistiu                 | Desistiu                 | Desistiu                 | Desistiu        |

### IV
| Pos.   | Atleta               | Cavalo               | Pontuação parcial (Pos.) | Pontuação parcial (Pos.) | Pontuação parcial (Pos.) | Pontuação parcial (Pos.) | Pontuação parcial (Pos.) | Pontuação final |
| Pos.   | Atleta               | Cavalo               | E                        | H                        | C                        | M                        | B                        | Pontuação final |
| ------ | -------------------- | -------------------- | ------------------------ | ------------------------ | ------------------------ | ------------------------ | ------------------------ | --------------- |
| Ouro   | BEL Michèle George   | Rainman              | 79.194 (1)               | 79.290 (1)               | 80.161 (1)               | 76.835 (2)               | 72.742 (1)               | 77.065          |
| Prata  | GBR Sophie Wells     | Pinocchio            | 75.484 (2)               | 75.484 (2)               | 76.935 (2)               | 81.452 (1)               | 72.258 (2)               | 76.323          |
| Bronze | NED Frank Hosmar     | Alphaville           | 71.613 (4)               | 73.710 (4)               | 74.194 (3)               | 75.484 (4)               | 70.484 (3)               | 73.097          |
| 4      | BEL Ciska Vermeulen  | Whooney Tunes        | 72.258 (3)               | 75.323 (2)               | 71.290 (4)               | 71.774 (6)               | 67.419 (7)               | 71.613          |
| 5      | DEN Line Jørgensen   | Di Caprio            | 70.161 (5)               | 68.387 (7)               | 68.387 (5)               | 76.935 (2)               | 67.419 (7)               | 70.258          |
| 6      | IRL James Dwyer      | Orlando              | 67.742 (8)               | 66.290 (10)              | 66.452 (8)               | 71.935 (5)               | 70.161 (4)               | 68.516          |
| 7      | CAN Eleonore Elstone | Zareno               | 68.548 (7)               | 69.355 (6)               | 66.129 (9)               | 71.290 (7)               | 65.806 (9)               | 68.226          |
| 8      | BEL Ulricke Dekeyzer | Cleverboy Van d'Abel | 68.871 (6)               | 67.258 (9)               | 68.387 (5)               | 70.161 (10)              | 65.323 (10)              | 68.000          |
| 9      | GER Lena Weifen      | Don Turner           | 65.806 (11)              | 68.226 (8)               | 64.194 (11)              | 71.129 (8)               | 68.548 (5)               | 67.581          |
| 10     | FRA Nathalie Bizet   | Rubica III           | 67.419 (9)               | 69.677 (5)               | 67.581 (7)               | 69.355 (12)              | 63.871 (11)              | 67.581          |
| 11     | RSA Philippa Johnson | Lord Louis           | 61.129 (12)              | 63.710 (13)              | 66.129 (9)               | 70.161 (10)              | 67.742 (6)               | 65.774          |
| 12     | AUS Hannah Dodd      | Waikiwi              | 67.097 (10)              | 65.968 (11)              | 63.871 (12)              | 67.903 (13)              | 60.968 (13)              | 65.161          |
| 13     | NOR Marianne Muri    | Fantastico           | 59.516 (14)              | 64.839 (12)              | 62.903 (13)              | 70.323 (9)               | 62.903 (12)              | 64.096          |
| 14     | ISV Lee Frawley      | Rhapsody             | 64.645 (13)              | 60.161 (14)              | 57.419 (14)              | 63.548 (14)              | 58.710 (14)              | 60. 097         |